# Viaduc de Saint-Satur
Le Viaduc de Saint-Satur, construit en courbe, se trouve sur la ligne de Saint-Germain-du-Puy à Cosne-Cours-sur-Loire. Sur la commune de Saint-Satur, dans le Sancerrois, il est en milieu urbain et porte une voie communale, dans le département du Cher, en France.

## Situation ferroviaire
Établi à 182 mètres d'altitude, le viaduc de Saint-Satur est situé à l'ouest du bourg, initialement au point kilométrique (PK) 286,02 de la ligne de Saint-Germain-du-Puy à Cosne-Cours-sur-Loire, entre les gares (aujourd’hui fermées) de Sancerre et Saint-Satur.

## Histoire
La ligne a été fermée au service des voyageurs en juin 1966 et la section déclassée le 26 juillet 1973.
La commune de Saint-Satur l'achète en 1966 et l'a recouvert pour faire une route.

## Caractéristiques
- Longueur : 428,65 m.
- Hauteur : 40 m.
- 26 arches en plein-cintre de 13 m d’ouverture[4].
- Courbe de 500 m de rayon.

La ligne, qui faisait partie de la liaison stratégique de Bourges à Toul, a été décrétée d’utilité publique le 31 juillet 1888. Pour ce motif, l’infrastructure du viaduc a été complètement aux frais de l'État. Seuls le ballastage et la pose de voie ont été assurés par la Compagnie du chemin de fer de Paris à Orléans (P.O.).

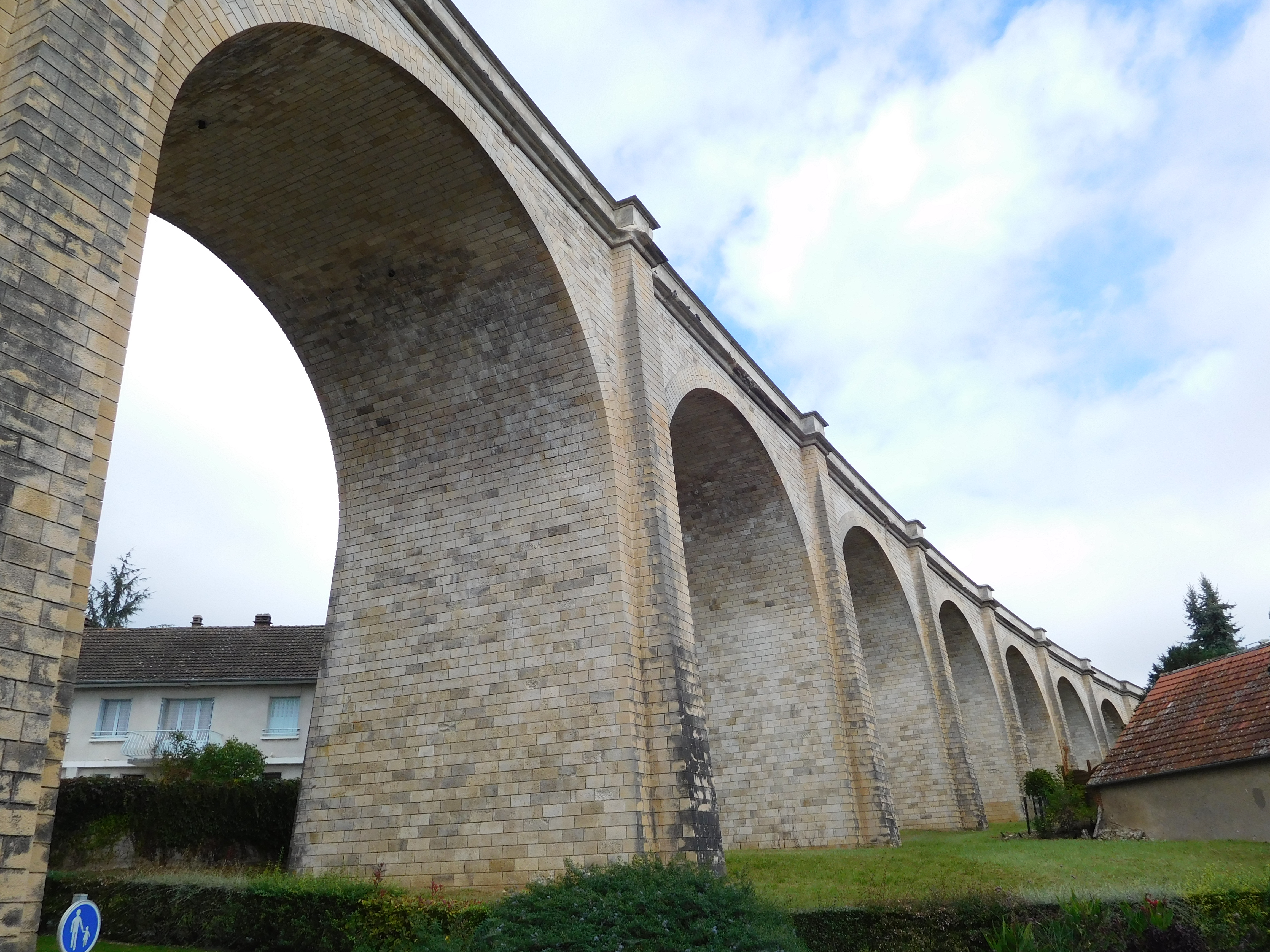
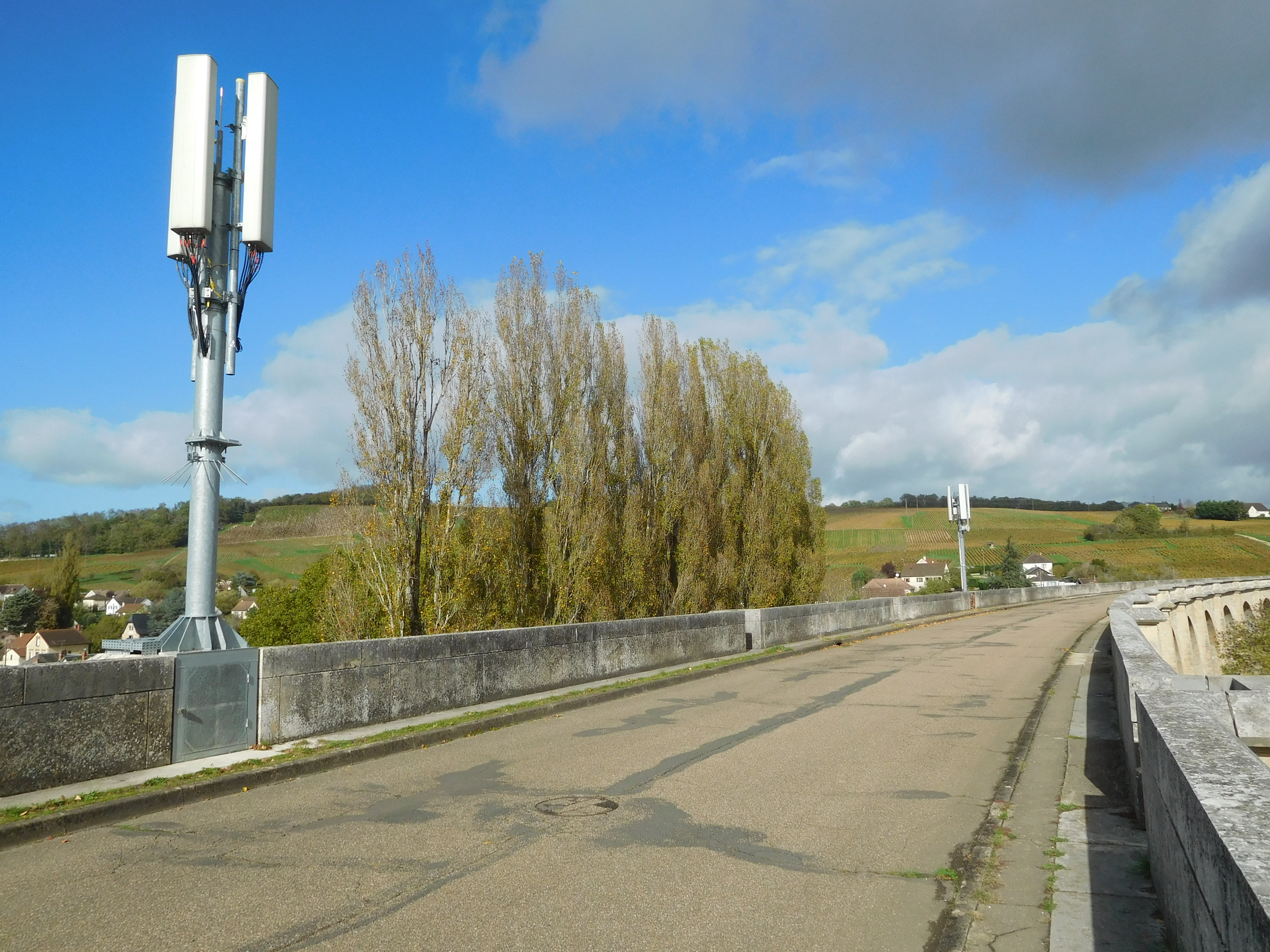
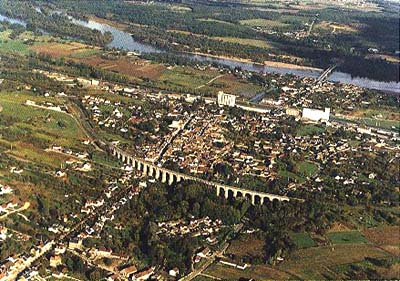